# Johen Rint
Johen Rint (18. april 1942 — 5. septembar 1970) je bio austrijski automobilista i vozač Formule 1.
Bio je treći na Prvenstvu sveta 1966, pobednik Velike nagrade SAD 1969, Monaka, Holandije, Francuske, Engleske i Zapadne Nemačke. Smrtno je stradao 5. septembra 1970. na treningu u Monci za Veliku nagradu Italije. S obzirom da je u 1970. godini bio pobednik na više trka za Veliku nagradu, posthumno je proglašen za prvaka sveta te godine.
Takođe je bio uspešan i u drugim trkama jednoseda, kao i sportskih automobila. 1965 je pobedio na trci "24 časa Le Mana", vozeći Ferrari 250LM sa partnerom Amerikancem Mastenom Gregorijem.

## Spoljašnje veze
- Grand Prix History - Hall of Fame Архивирано на веб-сајту  (15. октобар 2012), Jochen Rindt
- статистике Јохена Ринта
- Слике Јохена Ринта